# Suaeda prostrata
Suaeda prostrata är en amarantväxtart som beskrevs av Pall.. Suaeda prostrata ingår i släktet saltörter, och familjen amarantväxter. Utöver nominatformen finns också underarten S. p. anatolica.

## Bildgalleri

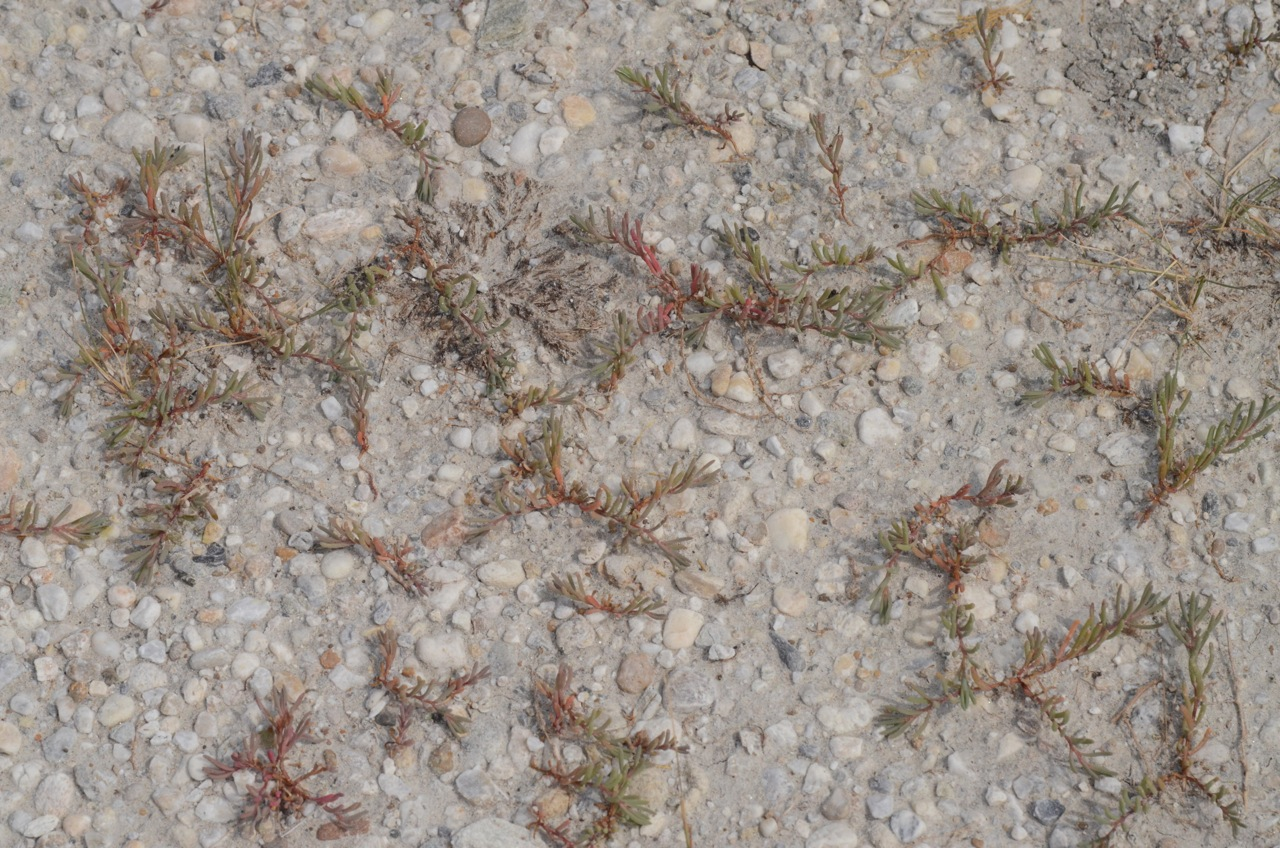
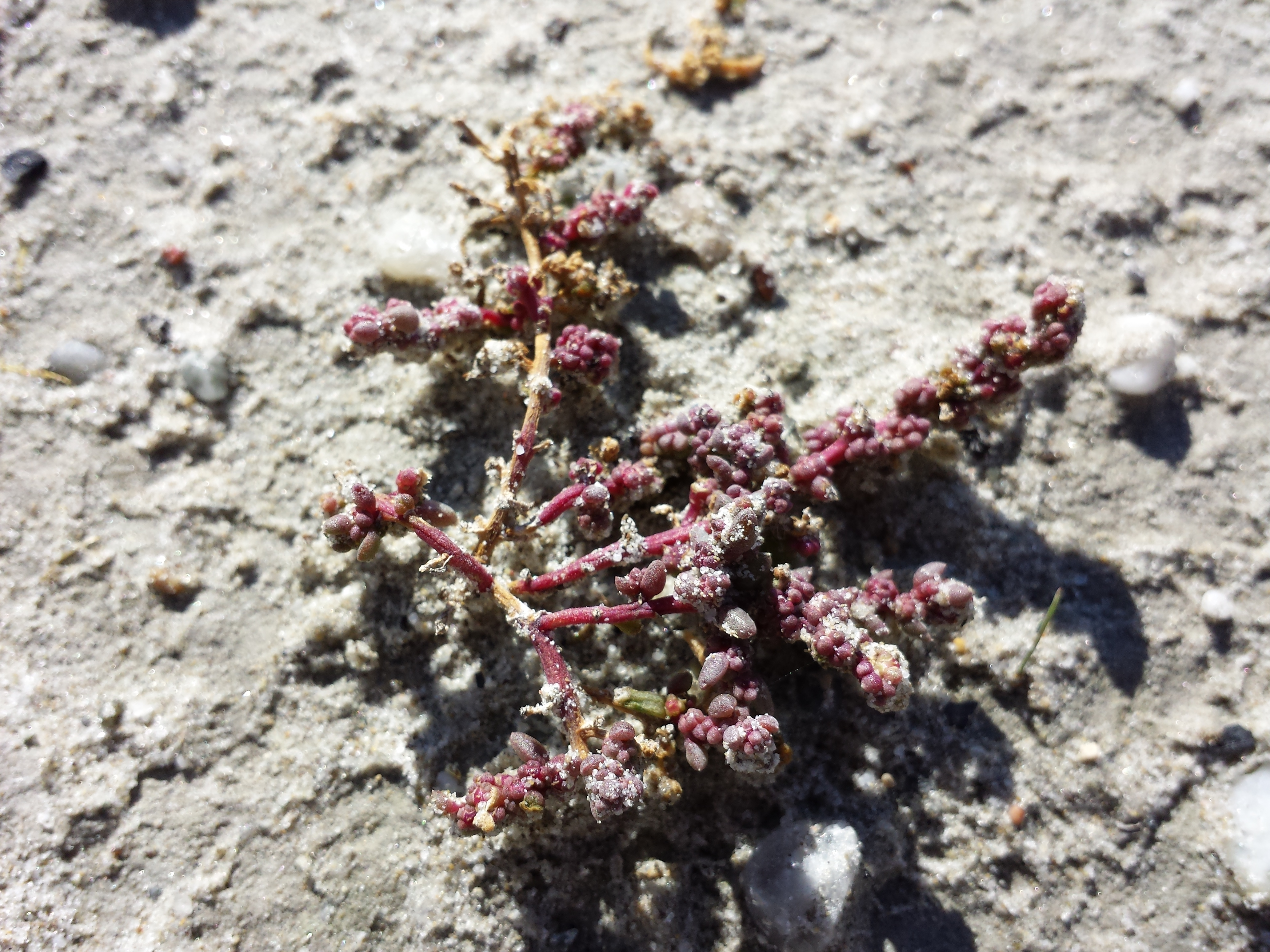
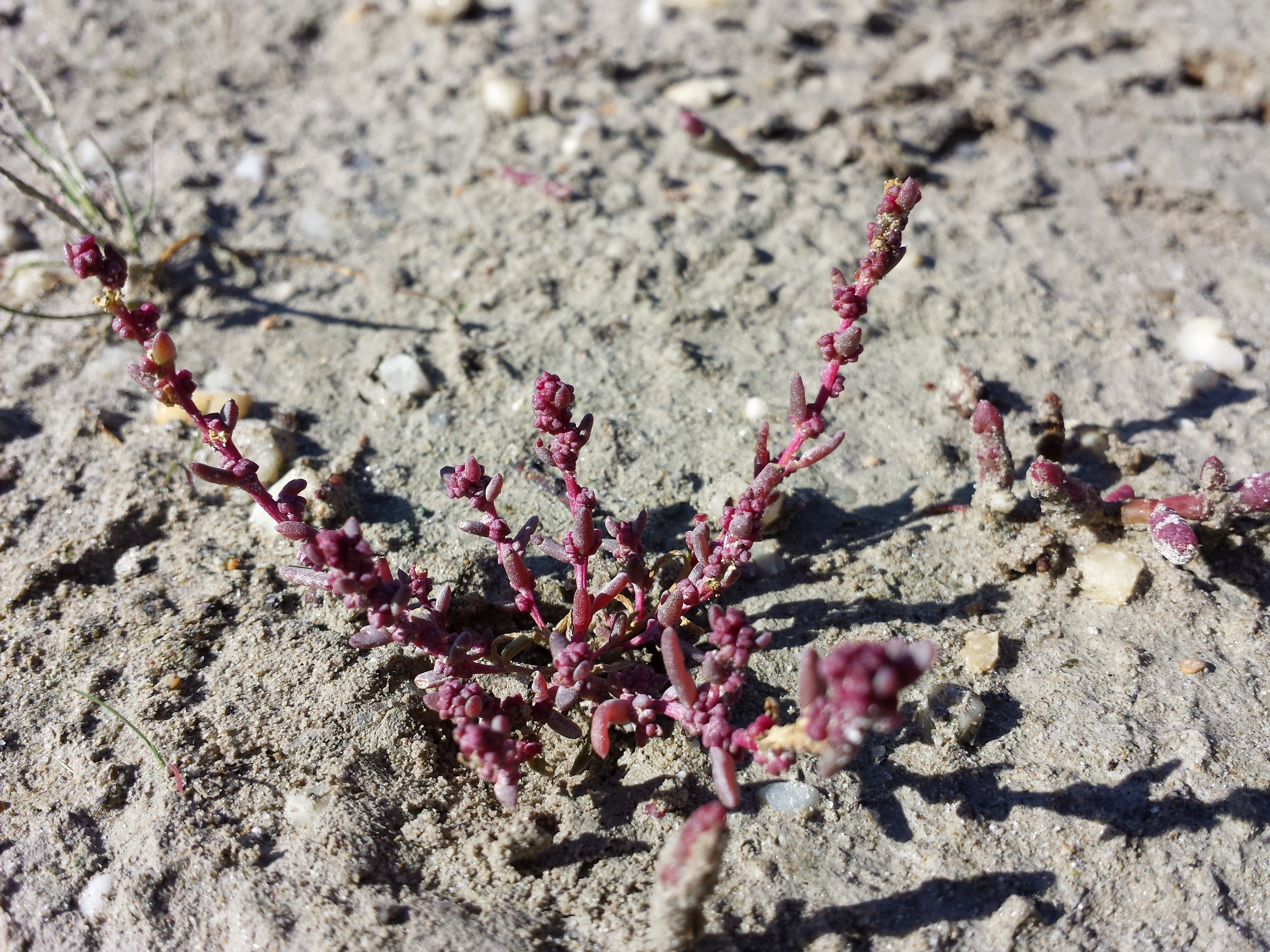
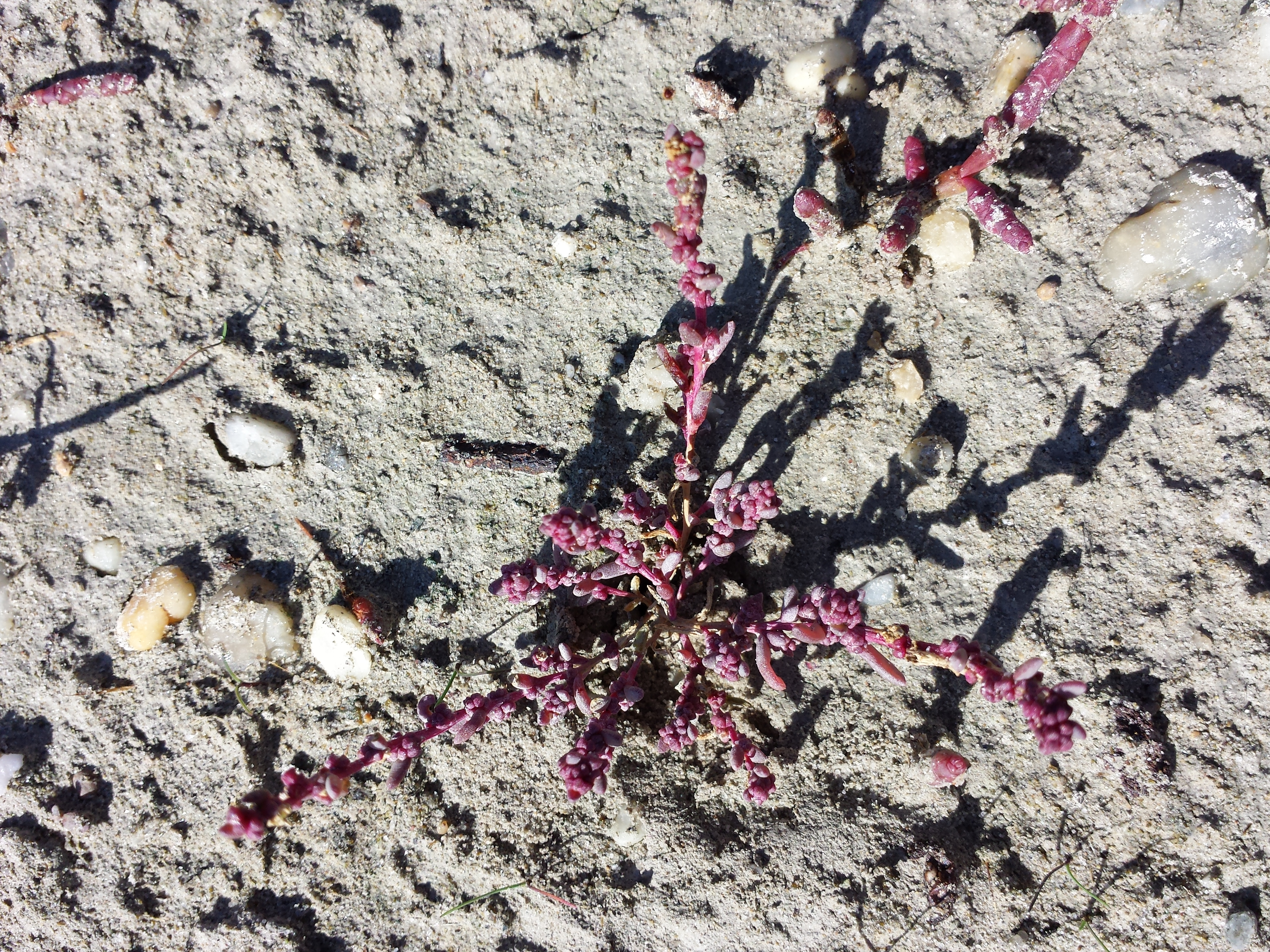
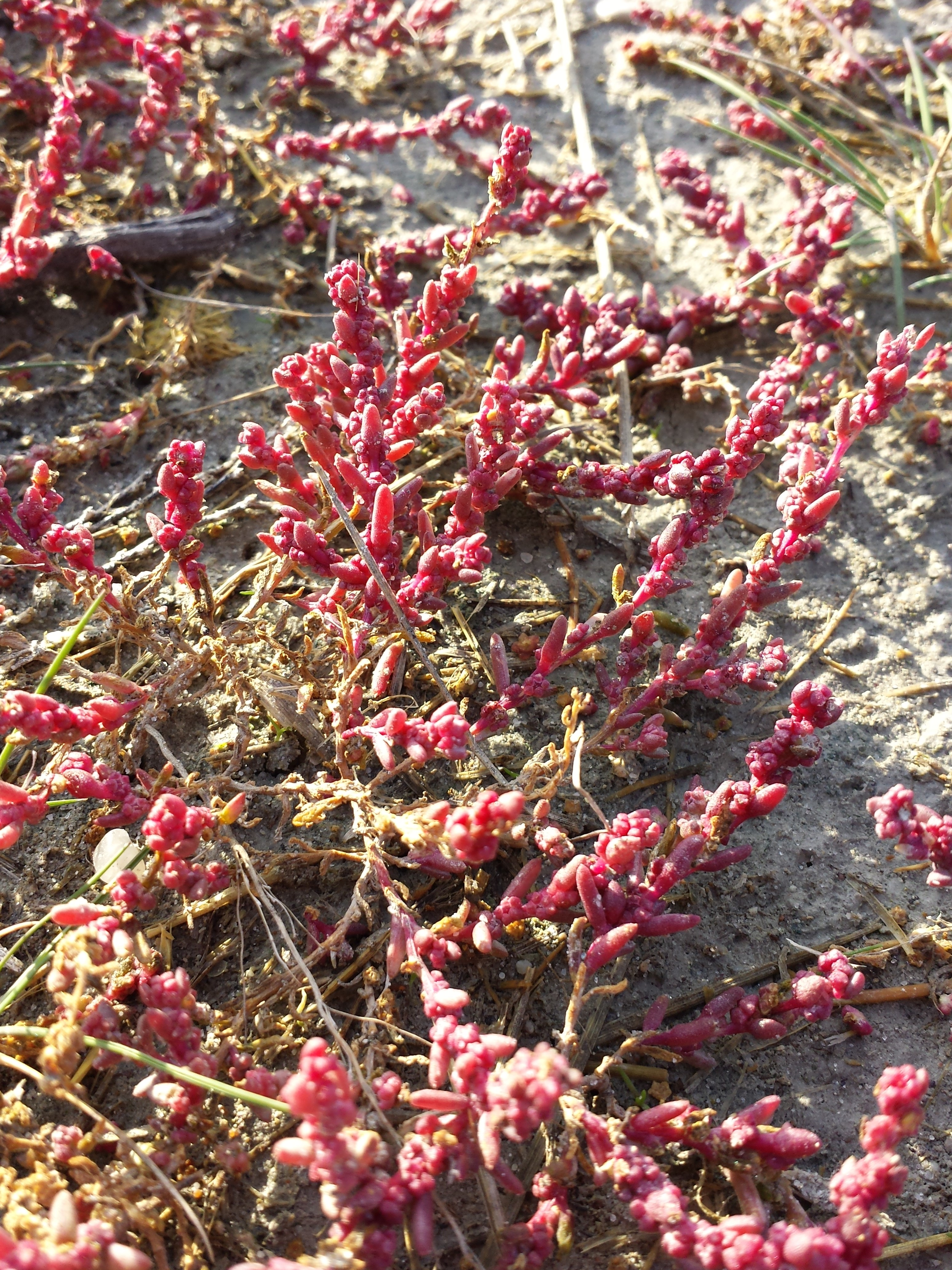
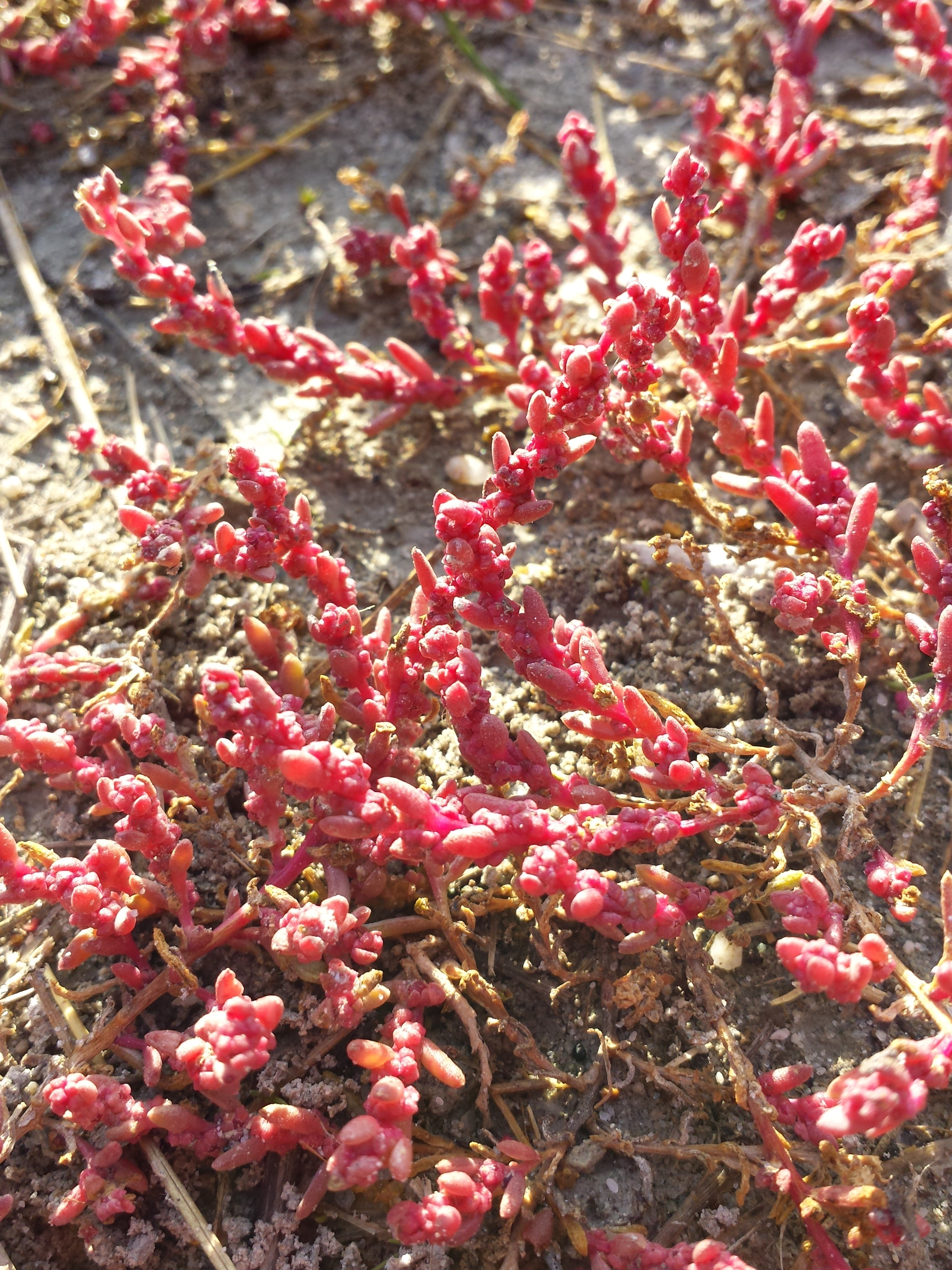